# 정훈 (병과)
정훈(精訓, 영어: troop information and education)은 병과의 명칭이자 참모부를 구성하는 참모부의 명칭이며, 특별참모로 분류된다. 언론대응 및 홍보, 정신교육을 주요 임무로 수행하는 병과이다.

## 정훈 병과의 목적
정훈ㆍ문화활동의 기본목표는 장병의 확고한 국가관ㆍ안보관, 군인정신을 함양하고, 장병에게 사기진작, 정서함양, 교양증진을 위한 문화활동을 보장함으로써 무형전력을 강화하며, 전역 후 장병이 올바른 안보관을 확립한 민주시민이 될 수 있도록 하는 데 있다.

## 정훈 병과의 직급
1. 정훈장교 : 정훈ㆍ문화ㆍ홍보ㆍ공보업무를 전담하는 정훈병과의 장교
2. 정훈관 : 정훈ㆍ문화ㆍ홍보ㆍ공보업무를 전담하는 정훈병과 이외의 장교 및 군무원
3. 정훈부사관 : 정훈장교 또는 정훈관의 지휘를 받아 정훈ㆍ문화ㆍ홍보ㆍ공보업무를 담당하는 부사관
4. 정훈병 : 제1호부터 제3호까지 규정된 자의 지휘를 받아 정훈ㆍ문화ㆍ홍보ㆍ공보업무를 보조하는 병

## 정훈활동[3]

### 목표
정훈활동의 목표는 투철한 국가관ㆍ안보관 및 필승의 군인정신으로 무장된 정예장병을 육성하는 데 있다.

### 정신교육
정신교육은 가치관, 태도, 신념, 도덕성 확립 등 인간정신을 관리하는 총체적인 교육으로 이는 가치관 교육, 생활교육, 각종 훈련, 환경조성 활동 등 병영생활 전반에 걸쳐 실시되는 임무에 대한 정당성과 사명감의 제고를 위한 교육을 말한다.

### 정신전력교육
정신전력교육은 국가관ㆍ안보관 확립과 필승의 군인정신 함양을 위해 실시하는 교육이다.
1. 기본과제교육 : 국방부 「정신전력교육 기본교재」를 토대로 장병의 국가관, 안보관을 확립하고 필승의 군인정신 함양을 위한 교육
2. 시사안보교육 : 장병의 안보관을 확립하기 위해 주요 시사ㆍ안보 내용을 올바르게 인식시키는 교육
3. 문화단결활동 : 장병의 정서함양, 자기계발, 사기진작 및 부대 단결을 위하여 실시하는 문화ㆍ예술활동

### 정신전력교육 자료
1. 기본교재 : 국군 장병들의 올바른 국가관ㆍ안보관 확립과 필승의 군인정신 함양을 위해 국방부에서 발행하는「정신전력교육 기본교재」
2. 시사안보교재 : 장병에게 안보현실 및 중요 국가정책 등에 대한 올바른 인식을 확립시키기 위해 국방부에서 발행하는 교재
3. 참고교재 : 정신전력교육 시 참고용으로 활용하기 위해 각 군 본부 및 해병대사령부, 국방정신전력원에서 제작하는 교재
4. 참고자료 : 장병 정신전력교육의 효과를 증대시키기 위해 활용할 수 있는 모든 자료
5. 간행물 : 화보ㆍ표어ㆍ포스터 등 교육 및 홍보를 목적으로 국방부와 각 군 및 해병대, 직할기관에서 발행하는
간행물

### 정신전력교육 활동간 유의사항
1. 교육 대상 및 과정, 교육 방법 및 수단, 교육 시기를 불문하고 정치적 중립 의무를 준수
2. 용어 사용 및 표현에 유의하고 특정 정당, 특정 정치인, 특정 정치행위 등 거론 금지

### 정신전력교육자료 제작
참고교재 제작은 각 군 참모총장 및 해병대사령관, 국방정신전력원장에게 위임할 수 있다. 이 경우 각 군 참모총장 및 해병대사령관, 국방정신전력원장은 참고교재 제작계획 및 결과를 국방부장관에게 보고하여야 한다. 국방정신전력원장은 국방부(각 군)의 요구에 따라 장병 정신전력 강화를 위한 콘텐츠 개발 사업을 주관한다. 콘텐츠 개발에 관한 세부사항은 국방부 「정훈ㆍ문화활동 지시」에 따른다. 국방정신전력원은 전군에 공통적으로 교육이 필요한 정신전력교육 콘텐츠를 국방부 승인을 받아 내외부 전산망에 게시할 수 있다. 단, 국방정신전력원 인터넷 블로그에 신규 코너를 추가하거나, SNS 플랫폼을 신설하는 경우에는 국방부 통제를 받아야 한다.

### 부대 및 학교 정신전력교육
1. 일일 정신전력교육 : 부대 임무수행의지 제고를 위해 일일 단위 실시
2. 주간 정신전력교육 : 매주 각급 제대 지휘관 주관으로 ‘정신전력교육의 날’에 실시
3. 반기 집중 정신전력교육 : 대대급 단위로 연 2회 실시
학교 정신전력교육은 올바른 국가관ㆍ안보관ㆍ군인정신 신념화를 목표로 정신전력교육 지도능력 구비 및 교관능력 향상에 중점을 두고 실시하되, 학교별 총 교육시간의 3.5% 이상을 반영한다. 단, 지휘관 특강은 정신전력교육 시간에 미포함한다. 교육 요망수준은 각 군의 특성에 맞게 신분별로 차등화하고, 세부내용은 국방부「정훈ㆍ문화활동 지시」에 따른다. 영관장교 이상 보수교육 시 정신전력ㆍ문화예술 정책 소개 교육 반영, 세부 교육계획은 각 군 본부 및 해병대사령부에서 수립 및 시행한다.

### 정신전력 교육과정 운영
장병의 올바른 국가관ㆍ안보관 확립과 필승의 군인정신 함양을 위해 정신전력 전문교육과정과 정신전력, 공보, 영상 등 실무학과 일반학에 특화된 정훈병과의 보수교육과정을 실시(운영)한다. 교육과정은 국방정신전력원에 설치하여 운영하며, 과정별 세부사항은 국방부 「정훈ㆍ문화활동 지시」에 따른다. 각 군 참모총장 및 해병대사령관은 교관 및 교육생 선발 등 국방정신전력원의 정신전력 전문교육 과정 운영에 필요한 사항을 적극 협조한다. 필요시 각 군 참모총장 및 해병대사령관이 요구할 경우 국방정신전력원장은 각 군의 특성에 맞는 정신전력 전문교육 과정을 운영할 수 있다.

### 정신전력 교리연구 및 전투발전
군 장병의 정신전력 발전을 위해 정신전력 발전 세미나 개최, 발전 자문위원회 운영, 외부 학술기관과의 교류활동 등의 교리연구와 전투발전 업무를 수행하여야 한다. 교리연구 및 전투발전 업무는 국방부의 조정ㆍ통제를 따라 국방정신전력원장이 주관한다. 정신전력 및 학술 관련 외국 기관(군)과의 교류활동은 국방부의 승인 하에 시행하되, 국내 기관과의 교류활동은 국방정신전력원 자체 예규에 따른다.

### 군 인성교육
군 인성교육은 군인으로서 자신의 내면을 바르고 건전하게 가꾸며 타인, 공동체와 더불어 사는데 필요한 인간다운 성품과 역량을 길러 투철한 군인정신을 함양하는데 기여하는 교육이다. 군 인성교육은 인성 7대 핵심덕목(개인 : 창의ㆍ용기ㆍ책임, 대인관계 : 존중ㆍ협력, 공동체 : 충성ㆍ정의)을 포함하되, 다음 각 호와 같이 구분하여 실시한다.
1. 병 자대복무 간 집중인성교육 : 민간 전문기관 및 강사에 의해 각급 부대별 집중인성교육 기간에 병사를 대상으로 실시하는 교육을 말한다.
2. 기회 및 생활화 인성교육 : 국방부 생활화 인성교육 영상, EBS 영상 콘텐츠 등을 통한 지속적인 생활화 교육을 말한다.
각 군 참모총장 및 해병대사령관은 장병 인성 함양을 위해 제2항에 따른 군 인성교육 이외에도 별도 계획에 의한 병 복무단계별 인성함양교육을 실시할 수 있다.

인성교육은 인사계선 업무이며, 정훈업무와는 관계없음을 알립니다.

## 문화 활동[1]

### 목표
문화활동 목표는 각종 문화ㆍ예술활동과 문화행사를 통하여 장병의 사기를 진작시키고, 정서함양 및 교양증진을 도모하는 데 있다.

### 군가제ㆍ개정 및 교육ㆍ가창 활성화
국방부장관과 각 군 참모총장 및 해병대사령관은 부대의 단결과 장병의 사기를 고취하기 위하여 군가를 제ㆍ개정할 수 있다. 각 군 참모총장 및 해병대사령관이 군가를 제ㆍ개정할 경우에는 그 결과를 국방부장관에게 보고하여야 한다. 장성급 장교가 지휘하는 부대에서는 각 군 참모총장 및 해병대사령관에게 승인을 받아 부대가를 제ㆍ개정할 수 있다. 군가 교육은 장병 전투의지 고양, 안보관 확립, 군인정신 함양 및 부대단결을 위해 시행하는 것으로 중대급 이상 각급 부대장은 군가경연대회, 교육훈련, 행사, 병영활동 간 군가가창을 생활화한다. 국방부 제정 군가는 신병교육, 부대별 영내 진중방송 간 적극 활용하고, 순국선열들의 애국정신을 계승하기 위해 광복군가, 독립군가 교육을 실시한다. 군가 제정시는 악보와 음원(CD 또는 DVD 등)을 보존하여야 하며, 작사 및 작곡가와 계약시에는 저작권이 국방부 또는 각 군에 있음을 명시하여야 한다.

### 문화ㆍ예술활동
각 군 참모총장 및 해병대사령관, 직할기관의 장은 장병의 사기진작과 정서 함양을 위하여 영화 및 공연 관람, 문화ㆍ예술체험, 문예작품 공모 등 문화ㆍ예술활동이 활성화되도록 노력하여야 한다. 국방부장관은 매년 장병의 문학소질 계발을 위하여 병영문학상을 시행하고, 포상금을 지급할 수 있다. 각 군과 해병대, 국방부 소속기관 및 직할기관은 국군의 날 및 6ㆍ25전쟁 기념일 등을 계기로 국민과 장병의 애국정신 고양을 위하여 호국 문예작품 공모 및 문화ㆍ예술 공연 등 문화활동을 실시할 수 있다. 이 경우 행사 계획을 사전에 국방부장관에게 보고한다. 국방부장관은 장병의 영화ㆍ공연관람 및 문화ㆍ예술체험 활동을 위하여 정부 부처, 지방자치단체 및 민간 예술단 등과 유기적으로 협조한다. 각급 부대의 장은 각종 문화예술 활동이 정치적 중립 위배, 상업성 여부, 국민정서와 사회적 통념, 양성평등에 저해되는 요소가 없도록 사전 점검하고, 관리ㆍ감독하여야 한다.

### 문화행사 지원
국방부장관과 각 군 참모총장 및 해병대사령관은 국익, 국가안보ㆍ호국, 민ㆍ군 화합, 유대강화 및 군 문화 발전 등을 위하여 국내 문화행사를 지원할 수 있다. 다만, 정부나 국방정책에 반하는 행사, 군의 작전 또는 기본업무에 지장을 주는 행사, 정치적 목적이나 개인 영리 목적의 행사는 지원할 수 없다. 정부 부처, 지방자치단체, 공공단체 등이 주최하는 문화행사에 군 지원의 요청이 있는 경우 국제행사ㆍ국가행사는 국방부장관이 승인하고, 지방자치단체, 공공단체 등의 행사는 각 군 참모총장 및 해병대사령관, 지역 부대장이 승인한다. 국가안보나 군 작전 등에 영향을 미치는 행사와 2개 군 이상의 지원이 필요한 행사는 국방부장관의 승인을 받아야 한다.

### 국제 문화활동
외국과의 문화교류 및 협력을 위한 군 문화정보, 자료교환, 상호방문 및 군 문화행사 참가 등의 국제 문화활동은 국방외교 활동으로서 국가간의 우호증진, 군사외교 및 국익 등을 고려하여야 한다. 군악대 및 의장대 등이 해외 문화행사에 참가하고자 할 경우에는 국방부장관의 승인을 받아야 한다. 해외 문화행사에 참가하는 부대는 국익과 군의 위상을 높이기 위하여 노력하여야 하며, 참가계획 및 결과를 국방부장관에게 보고하여야 한다.

## 군악대

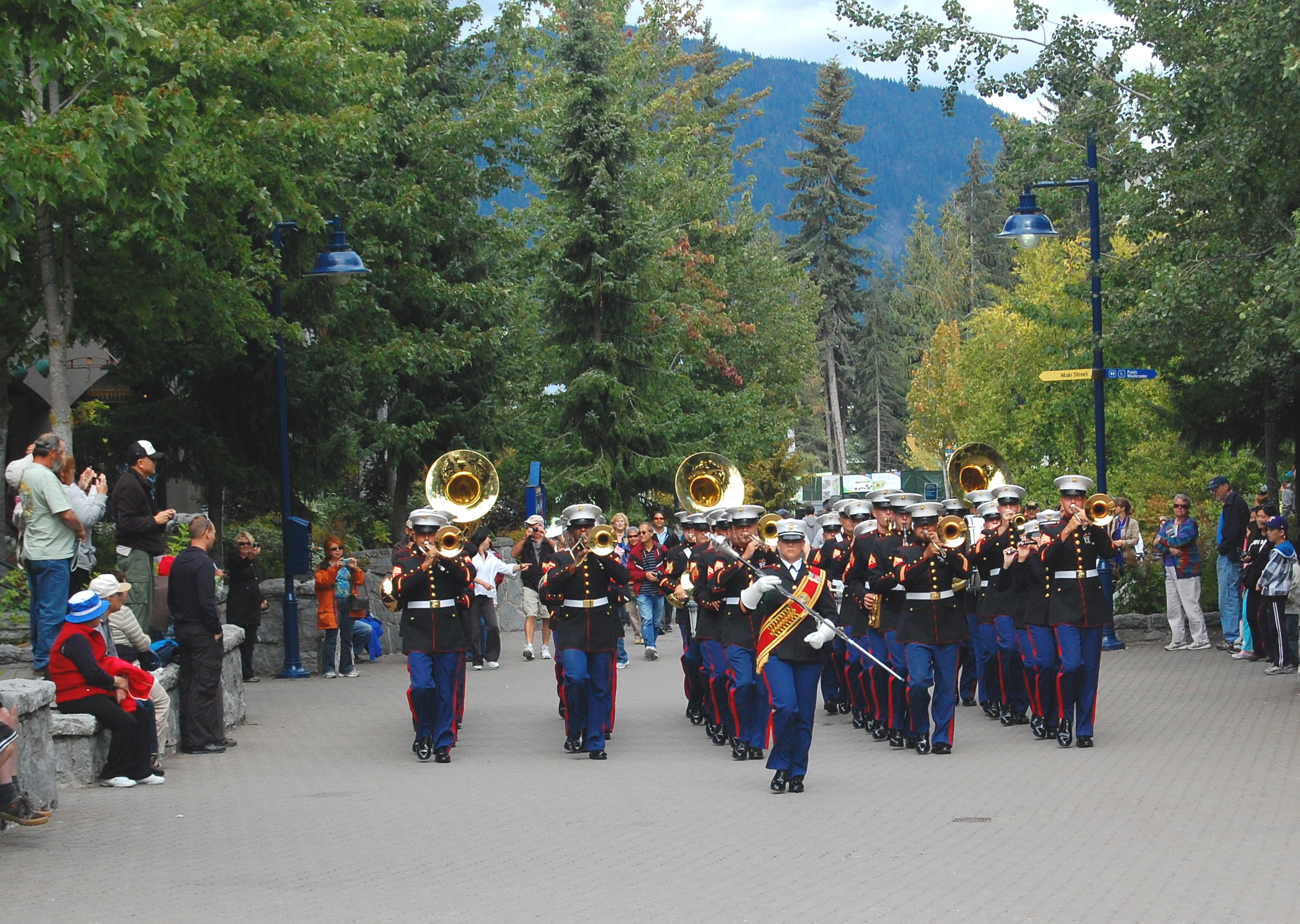
미국 해군 군악대의 모습

### 운영 목적
군악대 운영 목적은 장병 사기진작, 정서함양, 부대 단결심 제고, 군인정신 함양과 공익 증진에 기여함에 있다.

### 임무
① 국방부장관은 군악대 운영에 필요한 전반적인 사항을 조정ㆍ통제한다.
② 국방부장관은 군내ㆍ외 행사에 군악대를 참가시키거나, 행사 지원을 위하여 직할기관 및 각 군 소속 군악대 병력을 통합하여 운영할 수 있다.
③ 각 군 참모총장 및 해병대사령관은 국방부장관의 훈령, 지침 등에 따라 각 군 소속 군악대를 조정ㆍ통제한다.
④ 각 군 참모총장 및 해병대사령관, 군악대를 운영하는 각급 부대 및 직할기관의 장은 소관 군악대 운영에 필요한 세부사항을 자체 규정으로 제정하여 시행한다. 다만, 국방부장관이 정하는 규정의 범위를 준수하여야 한다.

### 국군교향악단 운영
① 국가 주요행사 지원, 장병의 정서순화 및 사기진작 등을 위하여 국방부근무지원단 군악대대에 국군교향악단을 편성하여 운영한다.
② 국방부근무지원단장은 국방부장관의 조정ㆍ통제를 받아 국군교향악단에 필요한 임무를 수행한다.

### 군악대지원기준
군악대는 정부기관, 국방부 본부, 합참, 장성급 장교가 지휘하는 직할기관, 각 군 본부 및 장성급 장교가 지휘하는 각급 부대의 공식행사를 우선적으로 지원한다. 국경일 경축행사, 대통령 이ㆍ취임식, 대통령 외국 방문 행사시, 공항 환송ㆍ환영 행사, 그 밖의 대통령 주관 각종 공식행사, 외국의 국가 원수 및 주요 외빈 국내공항 환송ㆍ환영 행사, 국장(國葬) 및 국민장(國民葬) 등 장례의식 국내ㆍ외 주요인사의 국립현충원 참배 행사(주요인사의 범위는 국립현충원에서 정한 바에 따른다), 각종 기념일 등에 관한 규정에 의한 법정 기념일 행사, 국내 개최 국제행사(정부기관 요청시), 정부 주관의 전통의식 행사(정부기관 요청시),각 부처에서 주요시책과 관련하여 국무회의에서 보고 후 시행하는 각종 기념행사(정부기관 요청시)에 투입 및 지원된다.

## 국방홍보원
국방홍보원은 정훈 병과를 대표하는 기구이며, 국방TV, 국방일보, 국방FM 등 다양한 매체를 통해 군을 홍보하고 있다.
대한민국 국방부 소속 책임운영기관으로, 대한민국 국군의 공식 홍보 기관으로서 각종 매체를 통해 안보 및 국방 관련 정보를 제공하고 있다.

## 군사특기
| 340: 정훈       | 340: 정훈 | 340: 정훈          |
| --------------- | --------- | ------------------ |
| 341 정훈        | 341 101   | 정훈               |
| 341 정훈        | 341 102   | 영상제작           |
| 341 정훈        | 341 103   | 사진 운용/정비     |
| 342 군악        | 342 101   | 목관악기           |
| 342 군악        | 342 102   | 금관악기           |
| 342 군악        | 342 103   | 타악기             |
| 342 군악        | 342 104   | 현악기             |
| 342 군악        | 342 105   | 국악               |
| 342 군악        | 342 106   | 실용음악           |
| 전문자격 특기병 | 341 335   | 영상콘텐츠디자이너 |
| 전문자격 특기병 | 341 336   | 그래픽디자이너     |
| 전문자격 특기병 | 341 337   | 사진콘텐츠디자이너 |

## 참고 문헌
https://www.law.go.kr/%ED%96%89%EC%A0%95%EA%B7%9C%EC%B9%99/%EC%A0%95%ED%9B%88%C2%B7%EB%AC%B8%ED%99%94%ED%99%9C%EB%8F%99%ED%9B%88%EB%A0%B9